# Liste des conseillers régionaux de l'Eure
Les conseillers régionaux de l'Eure sont des conseillers qui sont élus dans le cadre des élections régionales pour siéger au Conseil régional de Normandie. Leur nombre et le mode scrutin est fixé par le code électoral, l'Eure compte 16 conseillers régionaux au niveau du département sur les 55 élus normands.

## Mandature 2021-2028
| Nom                       | Parti | Parti       | Groupe                                             | Autres mandats                                         |
| ------------------------- | ----- | ----------- | -------------------------------------------------- | ------------------------------------------------------ |
| Hervé Morin               |       | LC          | La Normandie conquérante avec Hervé Morin          |                                                        |
| Gisèle Baki               |       | DVD         | La Normandie conquérante avec Hervé Morin          |                                                        |
| Guy Lefrand               |       | LR puis DVD | La Normandie conquérante avec Hervé Morin          | Maire d'Évreux, président d'Évreux Portes de Normandie |
| Cécile Remy-Bastit        |       | DVD         | La Normandie conquérante avec Hervé Morin          |                                                        |
| François-Xavier Priollaud |       | MoDem       | La Normandie conquérante avec Hervé Morin          | Maire de Louviers                                      |
| Thibaut Beauté            |       | DVD         | La Normandie conquérante avec Hervé Morin          | Maire de Notre-Dame-de-l'Isle                          |
| Hervé Maurey              |       | LC          | La Normandie conquérante avec Hervé Morin          | Sénateur de l'Eure                                     |
| Hafidha Ouadah            |       | UDI         | La Normandie conquérante avec Hervé Morin          | Conseillère municipale de Louviers                     |
| Emmanuelle Tremel         |       | DVD         | La Normandie conquérante avec Hervé Morin          | Maire de Muzy                                          |
| Marie-Noëlle Chevalier    |       | LR          | La Normandie conquérante avec Hervé Morin          | Ajointe à la maire du Neubourg                         |
| Guy Dossang               |       | LR          | La Normandie conquérante avec Hervé Morin          | Maire d'Angerville-la-Campagne                         |
| Timothée Houssin          |       | RN          | Rassemblement National - Faire gagner la Normandie |                                                        |
| Alexandra Piel            |       | RN          | Rassemblement National - Faire gagner la Normandie |                                                        |
| Benoît Balsan             |       | RN          | Rassemblement National - Faire gagner la Normandie |                                                        |
| Martine Séguela           |       | PS          | La Gauche Normande - Socialistes et Apparentés     | Conseillère municipale des Andelys                     |
| Timour Veyri              |       | PS          | La Gauche Normande - Socialistes et Apparentés     | Conseiller municipal d'Évreux                          |
| Laëtitia Sanchez          |       | EÉLV        | Normandie écologie                                 | Maire de Saint-Pierre-du-Vauvray                       |
| François Ouzilleau        |       | DVD         | Normandie Terre d'avenir                           | Maire de Vernon                                        |

## Mandature 2015-2021
| Nom                       | Parti | Parti | Groupe                                           | Autres mandats                                                                                |
| ------------------------- | ----- | ----- | ------------------------------------------------ | --------------------------------------------------------------------------------------------- |
| Marc-Antoine Jamet        |       | PS    | Groupe socialistes, radicaux et citoyens         | Maire de Val-de-Reuil Vice-président de la Communauté d'agglomération Seine-Eure              |
| Mélanie Mammeri           |       | PS    | Groupe socialistes, radicaux et citoyens         |                                                                                               |
| Timour Veyri              |       | PS    | Groupe socialistes, radicaux et citoyens         | Conseiller municipal d'Évreux                                                                 |
| Laëtitia Sanchez          |       | EELV  | Groupe Normandie écologie - EELV                 |                                                                                               |
| Timothée Houssin          |       | FN    | Groupe Normandie bleu marine                     |                                                                                               |
| Alexandra Piel            |       | FN    | Groupe Normandie bleu marine                     |                                                                                               |
| Emmanuel Camoin           |       | FN    | Groupe Normandie bleu marine                     |                                                                                               |
| Fabienne Delacour         |       | FN    | Groupe Normandie bleu marine                     |                                                                                               |
| Hervé Morin               |       | LC    | Groupe la Normandie conquérante avec Hervé Morin | Président du Conseil Régional                                                                 |
| Michèle Rouveix           |       | LR    | Groupe la Normandie conquérante avec Hervé Morin | Conseillère municipale de Muzy                                                                |
| Guy Lefrand               |       | LR    | Groupe la Normandie conquérante avec Hervé Morin | Maire d'Évreux président de la CA Évreux Portes de Normandie vice-président de la Région      |
| Nathalie Lamarre          |       | LR    | Groupe la Normandie conquérante avec Hervé Morin | Conseillère municipale de Vernon                                                              |
| François-Xavier Priollaud |       | MoDem | Groupe la Normandie conquérante avec Hervé Morin | Maire de Louviers Président-délégué de la Communauté d'agglomération Seine-Eure               |
| Karêne Beauvillard        |       | LR    | Groupe la Normandie conquérante avec Hervé Morin | Conseillère municipale d'Évreux conseillère communautaire de la CA Évreux Portes de Normandie |
| Hervé Maurey              |       | LC    | Groupe la Normandie conquérante avec Hervé Morin | Sénateur                                                                                      |
| Anne-Laure Marteau        |       | LR    | Groupe la Normandie conquérante avec Hervé Morin | Conseillère municipale de Morgny                                                              |
| François Ouzilleau        |       | LR    | Groupe la Normandie conquérante avec Hervé Morin | Maire de Vernon Conseiller communautaire de la CA Seine Normandie Agglomération               |
| Marie-Noëlle Chevalier    |       | LR    | Groupe la Normandie conquérante avec Hervé Morin | Maire du Neubourg                                                                             |

## Mandature 2010-2015
L'Eure compte 16 conseillers régionaux sur les 55 élus qui composent l'assemblée du Conseil régional de Haute-Normandie, issue des élections des 14 et 21 mars 2010.
Composition par ordre décroissant du nombre d'élus :
- PSEA : 7 élus
- EELV : 2 élus
- UMP : 4 élus
- FdG : 1 élu
- FN : 1 élu
- NI-NA: 1 élu

| Nom | Nom                         | Étiquette            | Groupe                             | Autres mandats                                                                    |
| --- | --------------------------- | -------------------- | ---------------------------------- | --------------------------------------------------------------------------------- |
|     | Marc-Antoine Jamet          | PS                   | Majorité régionale                 | Maire de Val-de-Reuil Vice-président de la Communauté d'agglomération Seine-Eure  |
|     | Anne Mansouret              | PS                   | Majorité régionale                 | Vice-présidente du Conseil général de l'Eure Conseillère générale de l'Eure       |
|     | Yves Léonard                | PS                   | Majorité régionale                 |                                                                                   |
|     | Mélanie Mammeri             | PS                   | Majorité régionale                 | Adjoint au maire de Pont-Audemer                                                  |
|     | Hélène Ségura               | PS                   | Majorité régionale                 | Adjoint au maire de Vernon                                                        |
|     | Simone Chargelègue          | PS                   | Majorité régionale                 | Adjointe au maire d'Évreux Conseillère communautaire à Grand Évreux Agglomération |
|     | Franck Martin               | PRG                  | Majorité régionale                 | Maire de Louviers Président de la Communauté d'agglomération Seine-Eure           |
|     | Jean-Luc Lecomte            | Front de gauche      | Majorité régionale                 | Adjoint au maire de Vernon                                                        |
|     | Perrine Hervé-Gruyer        | EELV                 | Majorité régionale                 |                                                                                   |
|     | Jérôme Bourlet de la Vallée | EELV                 | Majorité régionale                 |                                                                                   |
|     | Bruno Le Maire              | UMP                  | UMP, Nouveau centre, divers droite | Ministre de l'Agriculture Conseiller municipal d'Évreux                           |
|     | Nicole Sampers-Duranton     | UMP                  | UMP, Nouveau centre, divers droite | Maire de Nagel-Séez-Mesnil                                                        |
|     | Hervé Morin                 | UMP                  | UMP, Nouveau centre, divers droite | Maire d'Épaignes Président de la Communauté de communes du canton de Cormeilles   |
|     | Coumba Dioukhané            | UMP                  | UMP, Nouveau centre, divers droite | Conseillère municipale d'Évreux                                                   |
|     | Jean-Michel Dubois          | FN                   | Front national                     | Conseiller municipal d'Enghien-les-Bains                                          |
|     | Chrystelle Rot Saulière     | non-inscrite (ex-FN) | non-inscrit                        |                                                                                   |